# Taschorema pedunculatum
Taschorema pedunculatum är en nattsländeart som beskrevs av Jacquemart 1965. Taschorema pedunculatum ingår i släktet Taschorema och familjen Hydrobiosidae. Inga underarter finns listade i Catalogue of Life.